# Cô bé bán diêm

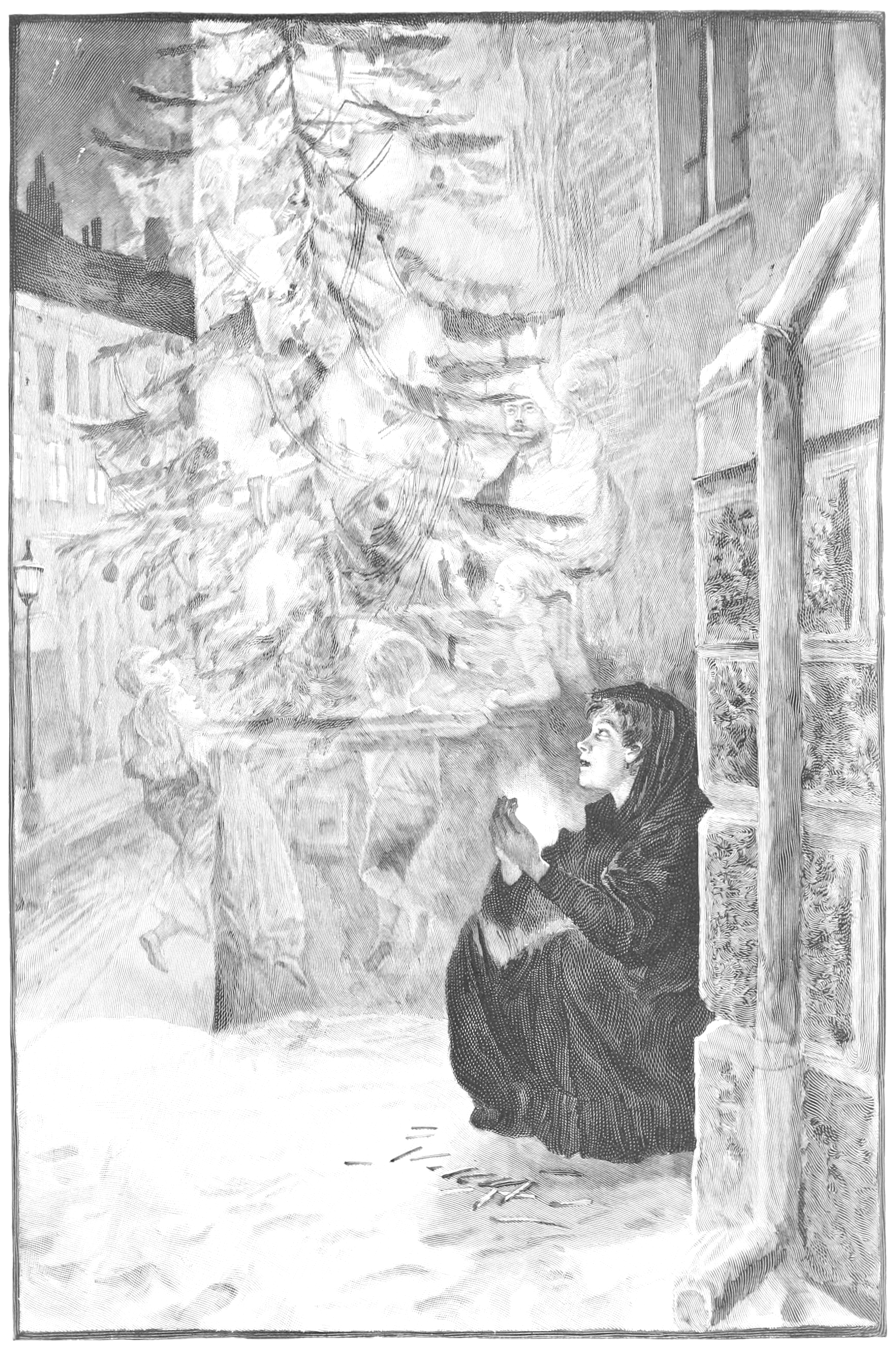
Minh họa trong sách Fairy tales and stories in năm 1900, trang 406.

Cô bé bán diêm là truyện cổ tích do tác giả người Đan Mạch Hans Christian Andersen sáng tác. Truyện kể về một cô bé nghèo khổ phải đi bán diêm giữa mùa đông giá lạnh và từ giã cõi đời trong đêm giao thừa (có bản khác ghi là trong đêm Giáng sinh).
Truyện được xuất bản lần đầu tiên năm 1848 trong phần năm của quyển Nye Eventyr (Những truyện cổ tích mới) với nhan đề Den Lille Pige Med Svovlstikkerne (Cô gái bé nhỏ với những que diêm). Truyện này cũng đã được công bố ngày 30 tháng 3 năm 1863 như một phần của Fairy Tales and Stories (1863), Tập 2 (Eventyr og Historier) (1863).

## Tóm tắt truyện
Cô bé bán diêm đã từng sống trong sự hạnh phúc, đầy đủ của một gia đình khá giả, nhưng từ khi người mẹ và người bà yêu quý ra đi thì tài sản nhà em cũng tiêu tán. Em phải chui rúc trong một xó tối tăm, lạnh lẽo, luôn luôn chịu đựng những lời mắng nhiếc, chửi rủa của người bố tàn nhẫn và phải đi bán diêm kiếm sống. Trong một đêm Giao Thừa, khi mọi người đã trở về nhà bên gia đình để đón giao thừa thì em vẫn lặng lẽ mưu sinh trên từng con phố với bộ quần áo rách rưới. Không một ai quan tâm đến sự có mặt của em, em cũng không muốn trở về nhà vì chưa bán được que diêm nào. Em đành ngồi lại một xó, co ro bên mép tường giữa hai ngôi nhà, quẹt diêm để sưởi ấm.
Mỗi lần quẹt que diêm cháy sáng là một mộng tưởng đến với em. Lần thứ nhất, em thấy lò sưởi; lần thứ hai em thấy bàn ăn và con ngỗng quay; lần thứ ba em thấy cây thông Nô-en hiện ra, lần thứ tư bà hiện về, vì sợ bà đi mất nên cô bé đã quẹt hết một bao diêm để níu giữ bà ở lại. Cuối cùng em đã chết vì rét.
Buổi sáng đầu năm, người ta thấy một em bé ngồi giữa những bao diêm trong đó có một bao diêm đốt hết nhẵn. Người ta bảo cô bé đã chết nhưng đôi má vẫn ửng hồng và đôi môi em đang mỉm cười. "Chắc là nó muốn sưởi ấm" – mọi người nói. Không ai biết được những điều đẹp đẽ mà em đã thấy, nhất là khi em đã hạnh phúc như thế nào khi đi cùng bà vào năm mới.

## Đặc điểm nghệ thuật

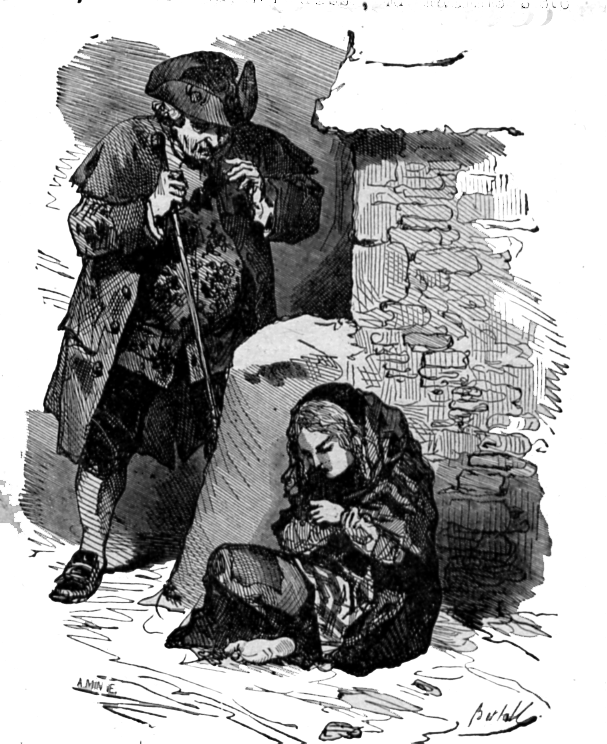
Minh họa của Bertall (1820 - 1882)

Truyện Cô bé bán diêm có nhân vật là một em bé bán diêm không có tên. Ba người trong gia đình em là bà, mẹ và cha đều không được miêu tả trực tiếp. Mẹ được nhắc đến thông qua đôi giày quá khổ, cha hiện diện trong nỗi sợ hãi khi cô bé bán diêm nghĩ đến việc phải về nhà khi chưa bán được xu nào và bà thì trong ảo ảnh của những que diêm cháy. Với lối dẫn chuyện đa dạng: miêu tả cảnh vật, miêu tả tâm trạng, lời độc thoại, lời đối thoại một chiều và dẫn lời gián tiếp, câu truyện trở nên hấp dẫn, tránh được sự đơn điệu. Xuyên suốt câu truyện là sự tương phản giữa cảnh ngộ của cô bé bán diêm với khung cảnh rực rỡ, đầm ấm xung quanh trong buổi tối giao thừa, với ảo ảnh đẹp đẽ nhưng ngắn ngủi do những que diêm mang lại. Cảnh ngộ đó còn đáng thương hơn khi con người xung quanh cũng lạnh giá như mùa đông khắc nghiệt. Đỉnh điểm của câu truyện là cái chết của em bé bán diêm giữa đêm giao thừa, một kết cục không giống như cổ tích truyền thống, tính cổ tích có chăng là đôi má hồng và nụ cười của em khi lên cõi thiên đàng, giải thoát khỏi mọi khổ đau.

## Phóng tác
Đã có nhiều tác phẩm nghệ thuật dựa trên câu truyện cổ tích nổi tiếng này, ngoài một số tiểu thuyết, truyện ngắn phóng tác, những phim, nhạc phẩm đáng chú ý là:

### Cô Bé Bán Diêm
Trung thành với cốt truyện hoặc khác biệt không nhiều:
- Cô bé bán diêm (La Petite Marchande d'Allumettes), phim câm của Jean Renoir, Pháp,1928.[6] In this attraction, use is made of the Pepper's ghost technique.
- Cô bé bán diêm (The Little Match); chủ nhiệm: Charles Mintz, đạo diễn Arthur Davis; do Hãng phim Columbia, Mỹ phát hành năm 1937 và được đề cử Giải Oscar cho thể loại phim hoạt hình ngắn cùng năm.
- Hansu Kurushitan Anderusan no sekai (phát hành tại Mỹ với tiêu đề The World of Hans Christian Andersen - Thế giới của Hans Christian Andersen) do hãng phim hoạt hình Toei, Nhật Bản hợp tác với Mỹ sản xuất và phát hành năm 1971, đoạn kết của phim là câu truyện về Cô bé bán diêm.[7][8]

Thay đổi, thậm chí thay đổi hẳn so với cốt truyện:
- Cô bé bán diêm (The Little Match Girl), phim truyền hình Anh, Richard Bramall và Tom Robertson đạo diễn, phát hành năm 1974.[9]
- Cô bé bán diêm (The Little Match Girl), phim video Mỹ, đạo diễn Mark Hoeger và Wally Broodbent, phát hành năm 1983
- Cô bé bán diêm (The Little Match Girl), phim truyền hình Anh Richard Bramall và Tom Robertson đạo diễn, phát hành năm 1987
- Cô bé bán diêm (The Little Match Girl), phim nhạc của Anh, đạo diễn Michael Custance, phát hành năm 1987.
- Cô bé bán diêm (The Little Match Girl), phim truyền hình Mỹ, Michael Lindsay-Hogg đạo diễn, phát hành năm 1987.
- Cô bé bán diêm (The Little Match Girl), phim hoạt hình Mỹ, Michael Sporn đạo diễn, phát hành năm 1991.
- Cô bé bán diêm (The Little Match Girl), phim nhựa Canada, James Ricker đạo diễn, phát hành năm 2004.
- Cô bé bán diêm (H.C. Andersens eventyrlige verden: Den lille pige med svovlstikkerne), phim hoạt hình Đan Mạch, đạo diễn Jørgen Bing nằm trong một series phim hoạt hình dựa trên truyện cổ Andersen của ông, phát hành năm 2005.
- Cô bé bán diêm (The Little Match Girl), phim hoạt hình Mỹ, Roger Allers đạo diễn, phát hành năm 2006 và được đề cử Giải Oscar cho phim hoạt hình ngắn hay nhất trong năm đó.
- Cô bé bán diêm (The Little Match Girl), phim hoạt hình ngắn năm 2011 do hãng phim True-D Animation Studios của Việt Nam sản xuất (Xem trên YouTube).

### Nhạc
- Cô bé bán diêm (The Little Match Girl), opera một hồi của nhà soạn nhạc Đan Mạch August Enna viết năm 1897.
- Cô bé bán diêm (Das Mädchen mit dem Schwefelhölzern Lưu trữ ngày 16 tháng 1 năm 2009 tại Wayback Machine), opera của nhà soạn nhạc người Đức Helmut Lachenmann, hoàn thành năm 1996.
- Cô bé bán diêm (The Little Match Girl), nhạc phẩm của tay guitar điện Loren Mazzacane Connors, ra đời năm 2001.
- Ấn tượng 12 (Striking 12), nhạc phẩm của ban nhạc Mỹ GrooveLily dựa trên câu truyện này, trình diễn lần đầu năm 2004.
- Ở Việt Nam: bài hát Em bé bán diêm, ca sĩ Ngọc Lễ sáng tác, phát hành trong album Ru cho con và em năm 2000; nhạc sĩ Nguyễn Minh Phương cũng có bài hát cùng tên, phát hành trong album Bụi Phấn năm 2007; Một que diêm, một ước mơ của tác giả Nguyễn Hoàng Linh năm 2009.